# 崑崙
崑崙（こんろん、クンルン）とは、中国古代の伝説上の山岳。崑崙山（こんろんさん、クンルンシャン）・崑崙丘・崑崙虚ともいう。中国の西方にあり、黄河の源で、玉を産出し、仙女の西王母がいるとされた。仙界とも呼ばれ、八仙がいるとされる。
伝説の崑崙山は万仭の高さ(または淮南子によれば一万一千里一百一十四步二尺六寸)でその外径は約八百里、天帝の下界における都であり開明獣に守られていて、神々の所在地でもある。その下には羽を浮べさせない弱水と燃え続けてる火炎の山もいると言う。

## 関連事物

### フィクション
- 『封神演義』 - 仙人の住む聖なる山として登場する。
- 『十二国記』（小野不由美の小説） - 現実世界における「中国」のことを指す。
- 『崑央の女王』（朝松健の小説） - クトゥルフ神話に登場する地底世界クン・ヤンに「崑央」の字があてられている。
- 『崑崙遊撃隊』（山田正紀の小説）
- 『アイアンフィスト』（マーベルコミックスのスーパーヒーロー） - 主人公ダニー・ランドが修行をした幻の地はクン・ルンと呼ばれる。
- 『蓬萊学園シリーズ』（遊演体のPBM・TRPG・小説など） - かつてタクラマカンに存在した超古代文明の名として登場している。
- 『魔法科高校の劣等生』（佐島勤の小説） - 「崑崙方院」という組織が登場する。
- 『ルパン三世 PARTIII』（テレビアニメ） - 「さらば黄金伝説」というエピソードで伝説の水晶が眠る黄金郷として登場する。湖の底に沈む涅槃像の中に隠された古代都市だが、ルパン三世らが見つけだした後に再び湖底に沈む。
- 3×3 EYES (漫画)
- 『第六大陸』（小川一水の小説） - 中国国家航天局が保有している月面基地の名称が「崑崙基地」となっている。また、この基地を構成するモジュールの型名は「西王母」である。
- 『創竜伝』（田中芳樹の小説） - 人界の裏側に存在し、西王母が統治する仙人たちの住む山。人界とは竜泉郷を介して繋がっている。

### 艦艇
- 中国人民解放軍海軍の071型揚陸艦。艦名は崑崙山（昆仑山、Kunlunshan）。NATOコードネームは「玉昭（Yuzhao）型」

### その他
- 東海大学応援歌

第1番の冒頭が「西崑崙の山の波、東無限の太平洋～」となっている。東海大学の本拠地である東京都渋谷区富ヶ谷（代々木界隈） から西方に位置する富士山を中心とした山系を意味しているものと思われる。